# Estudo

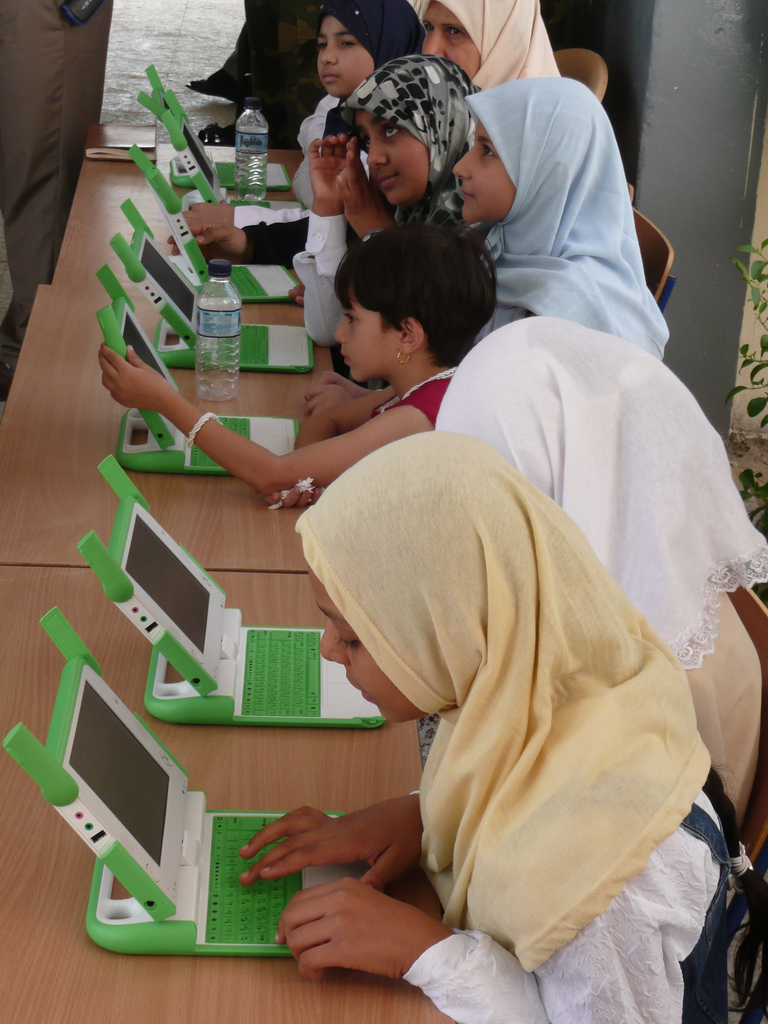
Crianças iraquianas estudando com a ajuda de laptops

Estudo (do latim studiu, "aplicação zelosa, ardor") é o ato de se investir na obtenção de conhecimentos. Estuda-se visando à preparação para exames, ou, de um modo mais abrangente, para o futuro.

## Métodos de estudo
Um método comum de estudo é ler páginas de um livro e, depois, fazer exercícios sobre o assunto lido, de modo a se testar a própria capacidade de compreensão e memorização. Também pode se estudar através da elaboração de resumos sobre o tema estudado, ou respondendo-se a questões sobre o tema formuladas por outra pessoa.